# Отдельный корпус жандармов
Отде́льный ко́рпус жанда́рмов (ОКЖ) — формирование специального назначения Вооружённых сил Российской империи и специализированный государственный полицейский орган в 1827—1917 годах, политическая полиция Российской империи.
Обеспокоенный возможным распространением тайных обществ, подготовивших восстание на Сенатской площади, российский император Николай I 28 апреля (10 мая) 1827 утвердил Положение о Корпусе жандармов (позднее он был переименован в Отдельный корпус жандармов). Военные чины этого корпуса составляли основу штата жандармско-полицейских учреждений Российской империи. Должность шефа жандармов была учреждена несколько ранее — 25 июня (7 июля) 1826 года. Шефом был А. Х. Бенкендорф.
По инспекторской, строевой и хозяйственной части Отдельный корпус жандармов входил в систему Военного министерства. По наблюдательной части, организации и ведении политического розыска, проведению дознаний и другим вопросам учреждения Отдельного корпуса жандармов (губернские жандармские управления, охранные отделения и др.) вначале подчинялись Третьему отделению (3 (15) июня 1826 — 6 (18) августа 1880), а затем — Департаменту полиции Министерства внутренних дел (6 (18) августа 1880 — 4 (17) марта 1917). Существовали и другие жандармские подразделения, формально в Корпус не входившие, но подчинявшиеся его руководству в оперативном плане — жандармские кадровые команды, позднее переименованные в полевые жандармские эскадроны. Эти команды (эскадроны) несли военно-полицейскую службу в русской армии.

## История
Со времён царствования императора Петра I в Санкт-Петербурге, Москве и некоторых других городах России для содействия полиции в надзоре за общественным порядком от армейских и гарнизонных полков направлялись команды полицейских драгун (конные команды).
15 (26) декабря 1763 года в составе воинских команд санкт-петербургской и московской полиции было приказано иметь по 20 конных драгун. Впоследствии это число, постепенно изменяясь на основании штатов 12 (24) февраля 1802, 8 (20) июня 1804 и 23 февраля (7 марта) 1806 годов, составляло:
- в Санкт-Петербурге — 45 унтер-офицеров, 264 нижних чина строевых и 5 нестроевых;
- в Москве — 60 унтер-офицеров, 240 нижних чинов строевых и 6 нестроевых.

Эти подразделения получили наименование полицейских драгунских команд, и их офицеры состояли в штате полиции. Губернские, некоторые уездные и портовые города также имели свою конную полицию в составе 1 унтер-офицера и 12 рядовых. Но эти чины не относились к штату полиции, а направлялись для несения службы от штатных губернских рот и уездных команд, из состоявших при них драгун.
В соответствии с Указами императора Александра I от 17 (29) января 1811 года и 27 марта (8 апреля) 1811 года, в связи с расформированием штатных губернских рот и уездных команд и включением их чинов в состав батальонов и полубатальонов внутренней стражи, в большинстве городов упразднены полицейские драгуны. Между тем, наличие конных отрядов в составе внутренней стражи представлялось русскому правительству необходимым.
Так как война с Францией воспрепятствовала их созданию, то помимо полицейских драгун, которые в некоторых городах ещё не были упразднены, в Санкт-Петербурге, Москве и во всех губернских городах было оставлено на попечении гражданского начальства по 14 верховых лошадей (ранее находились при упразднённых губернских ротах). При этом личный состав для несения конно-полицейской службы должна была предоставлять внутренняя стража.
1 (13) февраля 1817 года на основе бывшего штата полицейских драгунских команд были созданы:

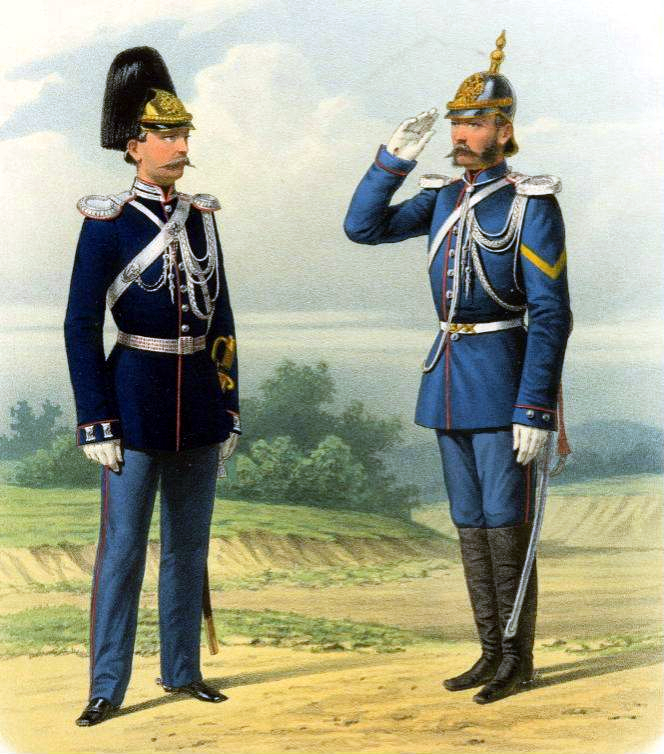
Губарев П. К. Парадная и походная формы жандармских команд. 1872 г.

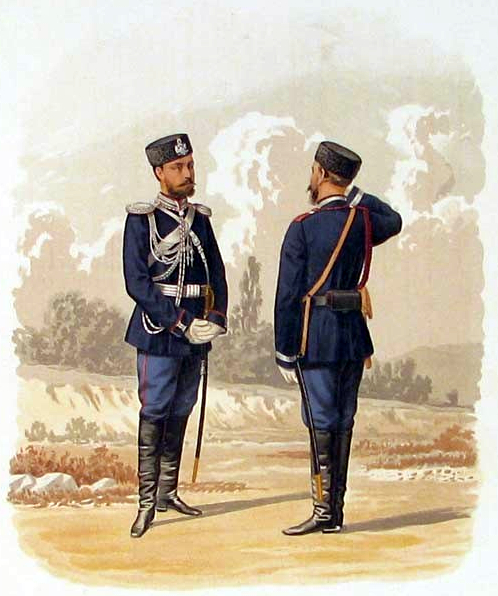
Корпус жандармов. Обер-офицер в парадной строевой форме и Унтер-офицер в парадной и обыкновенной строевой форме. 1881 г.

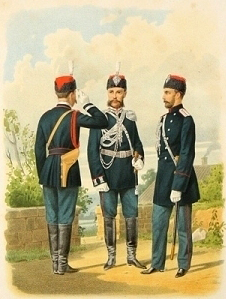
Корпус жандармов. Штаб-офицер в парадной форме, обер-офицер в сюртуке и унтер-офицер в парадной и обыкновенной форме. 1884 г.

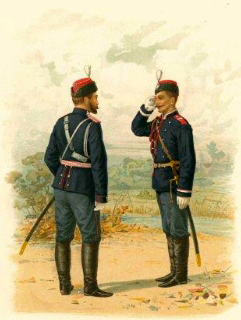
Отдельный корпус жандармов. Обер-офицер и вахмистр (в парадной форме). 1887 г.

- Жандармские дивизионы — в Санкт-Петербурге и Москве;
- Жандармские команды — в губернских городах: Вологде, Петрозаводске, Архангельске, Новгороде, Пскове, Митаве, Риге, Ревеле, Владимире, Калуге, Костроме, Орле, Рязани, Смоленске, Твери, Туле, Ярославле, Киеве, Витебске, Могилёве, Житомире, Каменец-Подольске, Минске, Вильне, Гродно, Белостоке, Екатеринославе, Курске, Полтаве, Симферополе, Харькове, Херсоне, Чернигове, Астрахани, Нижнем Новгороде, Воронеже, Тамбове, Вятке, Казани, Симбирске, Пензе, Уфе, Перми, Тобольске, Томске, Иркутске и в трёх портовых городах: Феодосии, Таганроге и Одессе.

Жандармские дивизионы находились в оперативном подчинении обер-полицмейстеров Санкт-Петербурга и Москвы, считаясь в командировке от Отдельного корпуса внутренней стражи; жандармские команды в губернских городах считались в составе местных гарнизонных батальонов, а жандармские команды в портовых городах — в составе служащих инвалидных команд.
Спустя некоторое время были созданы новые жандармские команды:
- 23 февраля 1817 года — в Царском Селе;
- 3 мая 1817 года — в портовом городе Николаеве;
- 31 июля 1817 года — в гг. Георгиевск и Саратов;
- 2 ноября 1817 года— в гг. Куопио и Выборг;
- 22 ноября 1817 года — в гг. Кишинёв и Тифлис;
- 17 марта 1822 года — жандармская команда из г. Куопио переведена в г. Гельсингфорс и названа Гельсингфорсской;
- 12 марта 1823 года — в г. Красноярске;
- 22 июля 1825 года — жандармская команда из г. Георгиевска переведена в г. Ставрополь и названа Ставропольской;
- 30 апреля 1826 года — в г. Або;
- 5 мая 1834 года — в крепостях Бобруйск и Динабург;
- 1 июля 1836 года — в Омске, Кронштадте, Дерпте и крепости Измаил;
- 14 июня 1837 года — в г. Севастополе;
- 27 ноября 1838 года — жандармская команда из г. Феодосии переведена в г. Керчь и названа Керченской;
- 6 июля 1839 года — в г. Павловске;
- 12 декабря 1840 года — в крепости Брест-Литовск;
- 24 апреля 1843 года — жандармская команда, бывшая в г. Белостоке, переведена в г. Ковно и названа Ковенской;
- 14 апреля 1845 года — в гг. Троки, Тельши, Россиены, Белосток, Соколка, Бельск, Владимир (Волынской губернии), Дубно, Кременец, Старо-Константинов и Проскуров;
- 28 мая 1845 года — в Ивангородской крепости;
- 1 мая 1850 года — в Петергофе (эта команда была подчинена командиру Лейб-гвардии Конногренадерского полка);
- 28 октября 1850 года — в г. Самаре.

25 июня (7 июля) 1826 года учреждена должность Шефа жандармов, на которую был назначен генерал-адъютант Его Императорского Величества, генерал-лейтенант Александр Христофорович Бенкендорф. Ему были подчинены все жандармы: как гвардейские, так и состоящие при армиях и отдельных корпусах: Внутренней стражи, Литовском и Сибирском. 3 июля основано III отделение Собственной Его Императорского Величества канцелярии, и А. Х. Бенкендорф одновременно стал главным начальником III отделения.
С 1826 года жандармские дивизионы и команды подчинялись Шефу жандармов по инспекторской части, а окончательная их передача из состава гарнизонных батальонов в Корпус жандармов произошла только 1 (13) июля 1836 года.
В течение 1826-1827 годов все жандармы поступили в ведение шефа жандармов (Санкт-Петербургский жандармский дивизион — 12 (24) октября 1826 года, Московский жандармский дивизион и жандармские команды — 22 апреля (4 мая) 1827 года).
28 апреля (10 мая) 1827 года издано «Положение о Корпусе жандармов». Согласно ему корпус состоял из Штаба и 5 жандармских округов (с 1837 года — 8 округов), которые служили промежуточными звеньями между главным управлением и местными властями. Каждый округ разделялся на 5-6 отделений, которыми заведовали начальники отделений (начальниками назначались жандармские штаб-офицеры). На одно отделение обычно приходилось по 2-3 губернии. В целом в задачи корпуса входило: осведомление императора о беспорядках и злоупотреблениях, совершаемых как правительственными чиновниками, так и лицами, состоящими на общественной службе, наблюдение настроениями в обществе, силовая поддержка чинов Третьего отделения при проведении арестов, обысков, конвоировании задержанных. Командир корпуса обладал правами командующего армией.
Главной задачей жандармов было подавление возможных бунтов.
3-й округ Корпуса жандармов, находившийся в Царстве Польском, состоял на особом положении. Жандармские дивизионы также были зачислены в округа: Санкт-Петербургский — в 1-й, Московский — во 2-й и Варшавский — в 3-й округ. Для высшего управления Корпусом жандармов при шефе жандармов было учреждено Корпусное дежурство.
В 1867 году были упразднены жандармские округа и вместо них созданы губернские жандармские управления для политического сыска, производства дознаний по государственным преступлениям в пределах губерний. С организацией охранных отделений функции губернских жандармских управлений меняются и за ними остаётся, главным образом, производство дознаний по политическим делам.

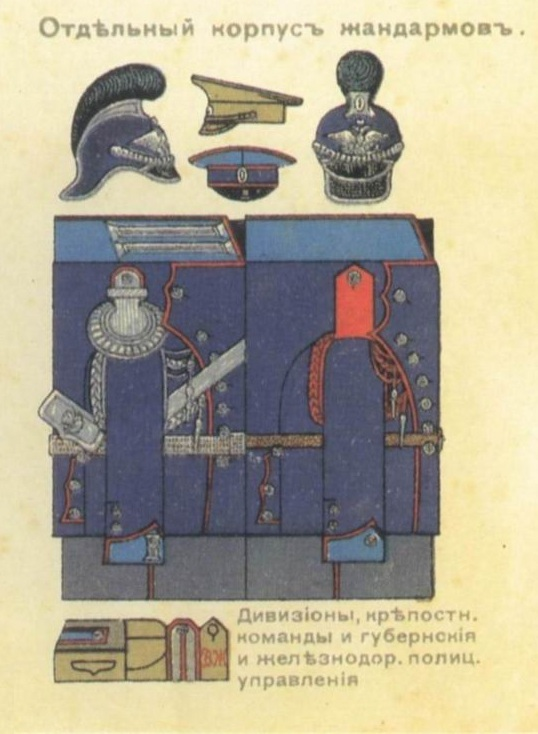
Форма чинов Отдельного корпуса жандармов (1911 г.)

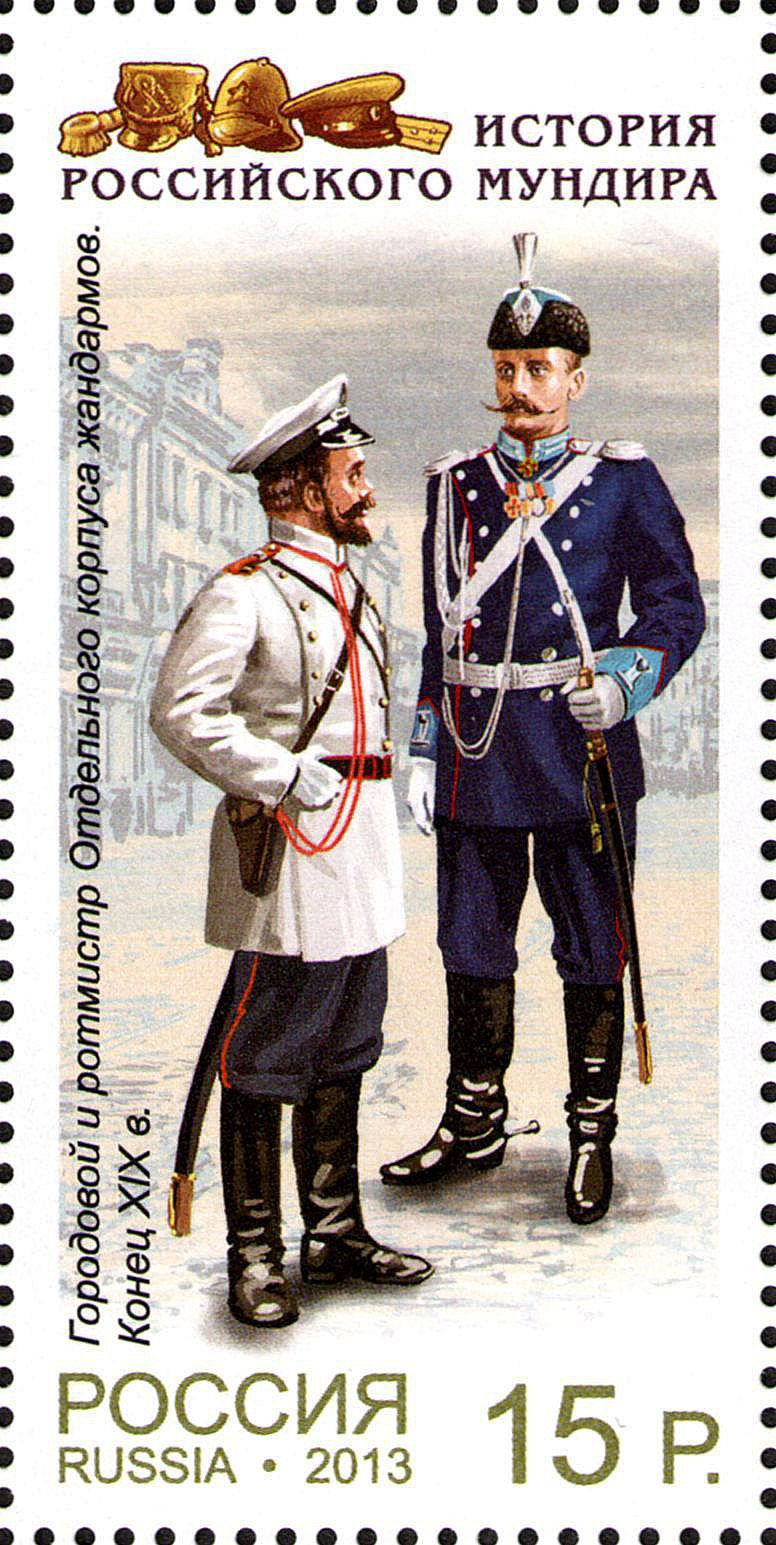
Форма одежды городового и ротмистра Отдельного корпуса жандармов в конце XIX века. Почтовая марка России, 2013 год

Согласно инструкции 1904 года в обязанности губернских жандармских управлений входило наблюдение за местным населением и настроениями в обществе; доведение до сведения высших властей информации о беспорядках и злоупотреблениях; производство дознаний по делам о государственных преступлениях; производство расследований согласно Положению о государственной охране; осуществление негласного надзора; наблюдение за лицами, проезжающими через границу; наблюдение за иностранными разведчиками; розыск и наблюдение за лицами, укрывающимися от властей; оказание помощи общей полиции в восстановлении нарушенного порядка; конвоирование арестантов. В тех губерниях, где не было охранных отделений, они продолжали выполнять свои прежние обязанности — разыскную деятельность.
В административно-строевом отношении губернские жандармские управления подчинялись непосредственно Штабу Отдельного корпуса жандармов, по части политического розыска — сначала III отделению Собственной Его Императорского Величества канцелярии, а начиная с 1881 года — Департаменту полиции Министерства внутренних дел. В уездах были учреждены должности помощников начальников управлений. В подчинении начальников губернских жандармских управлений были крепостные и портовые жандармские команды и жандармские пограничные пункты.
Законом от 19 мая 1871 года на Корпус жандармов возлагалось производство дознаний по делам о государственных преступлениях, и с этого времени деятельность Корпуса сосредотачивается почти исключительно на политическом сыске и на расследовании дел о лицах, виновных в совершении государственных преступлений.
29 января (10 февраля) 1875 года Корпус жандармов переименован в Отдельный корпус жандармов.
В 1880 году Третье отделение было упразднено, а Отдельный корпус жандармов передан в подчинение Министерству внутренних дел. Министр внутренних дел получил права шефа жандармов. На короткий период времени ОКЖ был напрямую подчинен Главному начальнику Верховной распорядительной комиссии.
Указ от 25 июня (7 июля) 1882 года, сохранил за министром внутренних дел звание шефа жандармов и главноначальствующего над всеми управлениями и частями Отдельного корпуса жандармов (за исключением частей, состоящих при военных округах). Непосредственное управление корпусом вверялось одному из товарищей министра, заведующему полицией. Именно он являлся командиром Отдельного корпуса жандармов.
Командир Корпуса жандармов, в строевом, инспекторском и военно-судном отношениях, пользовался правами и властью командующего войсками военного округа; по строевой части он действовал через штаб корпуса, а по предметам, относящимся к выявлению и расследованию преступлений — через Департамент полиции Министерства внутренних дел.
27 апреля (9 мая) 1846 года в составе Корпуса жандармов создан временный Жандармский эскадрон. Он был сформирован из чинов Санкт-Петербургского и Московского дивизионов, а также следующих команд: Новгородской, Выборгской, Петрозаводской, Псковской, Тверской, Ярославской, Смоленской, Владимирской и Витебской. Этот эскадрон предназначался для полицейского надзора на Санкт-Петербурго-Московской железной дороге, и откомандирован от Корпуса жандармов в полное распоряжение главного начальника железной дороги. В 1847 году на основе этого эскадрона было создано Полицейское управление Санкт-Петербургско-Московской железной дороги, и его первым начальником стал полковник барон Карл Егорович Тизенгаузен.
С дальнейшим развитием железнодорожного транспорта в России в 1860-е годы создаётся целая сеть железнодорожной полиции. «Положение о Полицейских управлениях на Санкт-Петербургско-Варшавской и Московско-Нижегородской железных дорогах» было утверждено 27 июля (8 августа) 1861 года. Согласно ему на управления возлагались функции наблюдения за точным исполнением рабочими и подрядчиками их взаимных обязательств, обеспечение сохранности имущества и порядка на железнодорожных станциях, рассмотрение жалоб рабочих, подрядчиков, служащих, проезжающих и проживающих на железных дорогах, контроль за паспортами.
В 1866 году полицейские управления на железных дорогах стали называться "Жандармскими полицейскими управлениями железных дорог" (ЖПУЖД). До 1866 года эти управления подчинялись министру путей сообщения, а 31 декабря 1866 (12 января 1867) года все ЖПУЖД были изъяты из ведения Министерства путей сообщения и по закону «Об обязанностях и подчинении жандармских полицейских управлений железных дорог» полностью подчинены шефу жандармов.
В январе 1867 года по приказу № 6 по Корпусу жандармов все жандармские части и управления на железных дорогах были подчинены ему. Права и обязанности ЖПУЖД были расширены: они должны были исполнять обязанности общей полиции. Район действия ЖПУЖД простирался на всю территорию, отведенную под железные дороги, на все находившиеся на этой полосе постройки и сооружения. Они занимались «охранением внешнего порядка, благочиния» и общественной безопасности в районе действия ЖПУЖД.
Законом от 19 (31) мая 1871 года был закреплен порядок действий чинов ЖПУЖД по расследованию преступлений и правонарушений общего характера. Каждое управление обслуживало участок дороги протяжённостью около 2000 вёрст. К 1895 году их число возросло до 21. Вплоть до 1906 года ЖПУЖД были отстранены от политической деятельности и не принимали непосредственного участия в производстве дознаний по государственным преступлениям, в политическом розыске и наблюдении.
Только в 1906 году, в связи с дальнейшим ростом революционного движения и активным участием в нём рабочих и служащих на железных дорогах, правительство привлекает ЖПУЖД к деятельности, направленной на борьбу с революционными выступлениями. Приказом № 145 от 28 июля (10 августа) 1906 года на чинов ЖПУЖД были возложены обязанности производства дознаний о всех «преступных действиях» политического характера, совершённых в полосе отчуждения железных дорог.
При производстве дознаний начальники ЖПУЖД подчинялись начальникам местных губернских жандармских управлений. На железных дорогах был создан также секретно-агентурный надзор, что обязывало ЖПУЖД иметь собственную секретную агентуру.

### В ходе революции 1905—1907
В дореволюционное время корпус представлял собой весьма желаемое место для несения службы, желающих было предостаточно и отбор был сложным. Во время революции 1905—1907 гг. много жандармских офицеров было убито и желающих переводиться в ОКЖ почти не было, чтобы восполнить потерю утраченных кадров, по словам Александра Полякова, «стали принимать кого попало, чуть не с улицы», без каких-либо вступительных испытаний, курсов и наведения справок о набираемых, что напрямую сказалось на качестве набираемых жандармских кадров, по словам Полякова «качественный уровень жандармских офицеров за эти годы сильно понизился» и оставался таковым до тех пор пока в 1913 году во главе корпуса не встал генерал Джунковский, начавший очистку корпуса от недостойных.
К началу 1917 года ОКЖ включал в себя Главное жандармское управление, Штаб, 106 жандармских управлений (67 губернских, 3 областных, 2 территориальных, 4 городских, 30 уездных), 32 жандармско-полицейских управления железных дорог, 19 крепостных и 2 портовые команды, 3 дивизиона, 1 конную и 2 пешие команды.
Общая численность чинов Отдельного корпуса жандармов в 1827 году составляла 4278 человек, в 1913 году — 12,7 тыс. человек, в 1916 году — 16 тыс. человек.

### После Февральской революции
Сразу после Февральской революции 1917 года, 4 (17) марта 1917 года Временное правительство приняло решение об упразднении охранных отделений и Отдельного корпуса жандармов, включая и жандармских полицейских управлений железных дорог.
6 (19) марта 1917 в Собрании узаконений и распоряжений правительства были опубликованы: "Акт об отречении государя императора Николая II от престола Государства Российского в пользу великого князя Михаила Александровича", от 2 марта 1917 года, 
и "Акт об отказе великого князя Михаила Александровича от восприятия верховной власти и о признании им всей полноты власти за Временным Правительством, возникшим по почину Государственной Думы", от 3 марта 1917 года (Собрание узаконений и распоряжений Правительства" 1917 г., № 54, ст. 344 и ст. 345).
7 (20) марта 1917 года после сообщения товарища министра внутренних дел Д. М. Щепкина, исполнявшего обязанности министра, о действиях начальника штаба и чинов Штаба Отдельного корпуса жандармов, Временное правительство постановило арестовать начальника штаба Отдельного корпуса жандармов генерал-майора В. П. Никольского и чинов Штаба, проживавших в доме № 40 по Фурштатской улице, и поручило министру юстиции выполнение данного постановления.
13 (26) апреля 1917 года постановление Временного правительства о расформировании Отдельного корпуса жандармов и жандармских полицейских управлений железных дорог опубликовано в Собрании узаконений и постановлений Правительства.
Согласно этому постановлению, Отдельный корпус жандармов расформировывался, а его чины, за исключением тех из них, которые по возрасту или по состоянию здоровья не подлежали призыву в войска, были переданы в Военное министерство. Остальные чины были уволены в отставку на общем основании. Все архивы, дела и переписка Главного управления корпуса и Штаба Отдельного корпуса жандармов передавались в ведение Главного штаба Военного министерства. Все архивы, дела и переписка губернских, областных и городских жандармских управлений, охранных отделений, розыскных пунктов, жандармских полицейских управлений железных дорог и отделений этих управлений, касающиеся строевой и хозяйственной части, а также запасы обмундирования и вооружения нижних чинов, передавались соответствующим уездным воинским начальникам. Все архивы, дела и переписка политического и общеуголовного характера этих учреждений, передавались прокурорам окружных судов, а дела, касающиеся шпионажа — в штабы военных округов. Дела учреждений корпуса жандармов, находящиеся в Финляндии, передавались в Главное управление Генерального штаба.
14 (27) апреля 1917 на своём заседании Временное правительство решило оставить здание бывшего штаба Отдельного корпуса жандармов (находилось по адресу Фурштатская улица, дом 40) в ведении Министерства внутренних дел, для размещения в нём Управления общественной милиции.
Приказом по военному ведомству от 29 апреля (12 мая) 1917 № 251 Отдельный корпус жандармов и жандармские полицейские управления железных дорог были расформированы.
8 (21) июля 1917 в Собрании узаконений и постановлений Правительства опубликовано постановление Временного правительства «О лишении бывших чинов жандармской и полицейской службы и охранных отделений права занимать какие-либо выборные должности в войсковых организациях».

## Командиры Корпуса
- 12 июня 1882 г.  — 5 апреля 1887 г. — свиты Его Величества генерал-майор (с 30.08.1882 — генерал-лейтенант) Оржевский П. В. (товарищ министра внутренних дел и командир Отд. корп. жанд.);
- 6 апреля 1887 г. — 21 июля 1895 г. — генерал-лейтенант Шебеко Н. И. (товарищ министра внутренних дел, заведующий полицией, и командир Отд. корп. жанд.);
- 24 мая 1896 г. —  4 февраля 1897 г. — генерал-лейтенант Фрезе А. А. (помощник шефа жандармов);
- 4 февраля 1897 г.  — 20 апреля 1900 г. — генерал-лейтенант Пантелеев А. И. (помощник шефа жандармов (с 04.02.1897), командир Отд. корп. жанд. (с 31 января 1898 г.));
- 20 апреля 1900 г. — 15 сентября 1902 г.  — генерал-майор (с 11 июня 1901 г. — генерал-лейтенант) князь П. Д. Святополк-Мирский  (товарищ министра внутренних дел (с 8 мая 1900 г.) и командир Отд. корп. жанд.);
- 15 сентября 1902 г.  — 10 января 1904 г. — генерал-лейтенант фон Валь В. В. (товарищ министра внутренних дел и командир Отд. корп. жанд.);
  - 28 сентября 1904 г. — 24 мая 1905 г.  — свиты Его Величества генерал-майор Рыдзевский К. Н. (товарищ министра внутренних дел, заведующий полицией, и командующий Отд. корп. жанд.);
  - 24 мая 1905 г.  — 26 октября 1905 г.  — свиты Его Величества генерал-майор Трепов Д. Ф. (товарищ министра внутренних дел, заведующий полицией, и командующий Отд. корп. жанд.);
  - 31 декабря 1905 г.  —  3 сентября 1906 г. — свиты Его Величества генерал-майор Дедюлин В. А. (командующий Отд. корп. жанд.);
  - 17 ноября 1906 г.  — 11 февраля 1908 г.  — генерал-майор (с 6 деккабря 1907 г.  — генерал-лейтенант) барон  Ф. Ф. Таубе (командующий Отд корп. жанд.);
- 11.02.1908 — 17.03.1909 — генерал-лейтенант) барон Таубе Ф. Ф. (командир) Отд корп. жанд.);
  - 24.03.1909 — 18.04.1910 — генерал-майор Курлов П. Г. (товарищ министра внутренних дел и командующий Отд. корп. жанд.);
- 18.04.1910 — сентябрь 1911 — генерал-лейтенант[18] Курлов П. Г. (товарищ министра внутренних дел и командир Отд. корп. жанд.);
- 26.01.1912 — 25.01.1913[19] — генерал-лейтенант Толмачёв В. А. (командир Отд. корп. жанд.)28.01.1913 — 06.02.1913[20] — генерал-лейтенант Гершельман, Дмитрий Константинович (временно командующий Отд. корп. жанд.);
  - 5 января 1913 г.[21] — 19 августа 1915 г.[22] — свиты Его Величества генерал-майор В. Ф. Джунковский (товарищ министра внутренних дел и командующий Отд. корп. жанд.);
    - 10.09.1915 — 30.11.1915 — генерал-майор Владимир Павлович Никольский  (временно командующий Отд. корп. жанд.);

  - 20.10.1915[23] — 06.12.1916 — в должности шталмейстера, генерал-майор граф Татищев Д. Н. (командующий Отд. корп. жанд.);
- 6 декабря 1916 г. — 10 июня 1917 г. — генерал-лейтенант граф Татищев Д. Н.  (командир Отд. корп. жанд.).

## Начальники штаба Корпуса

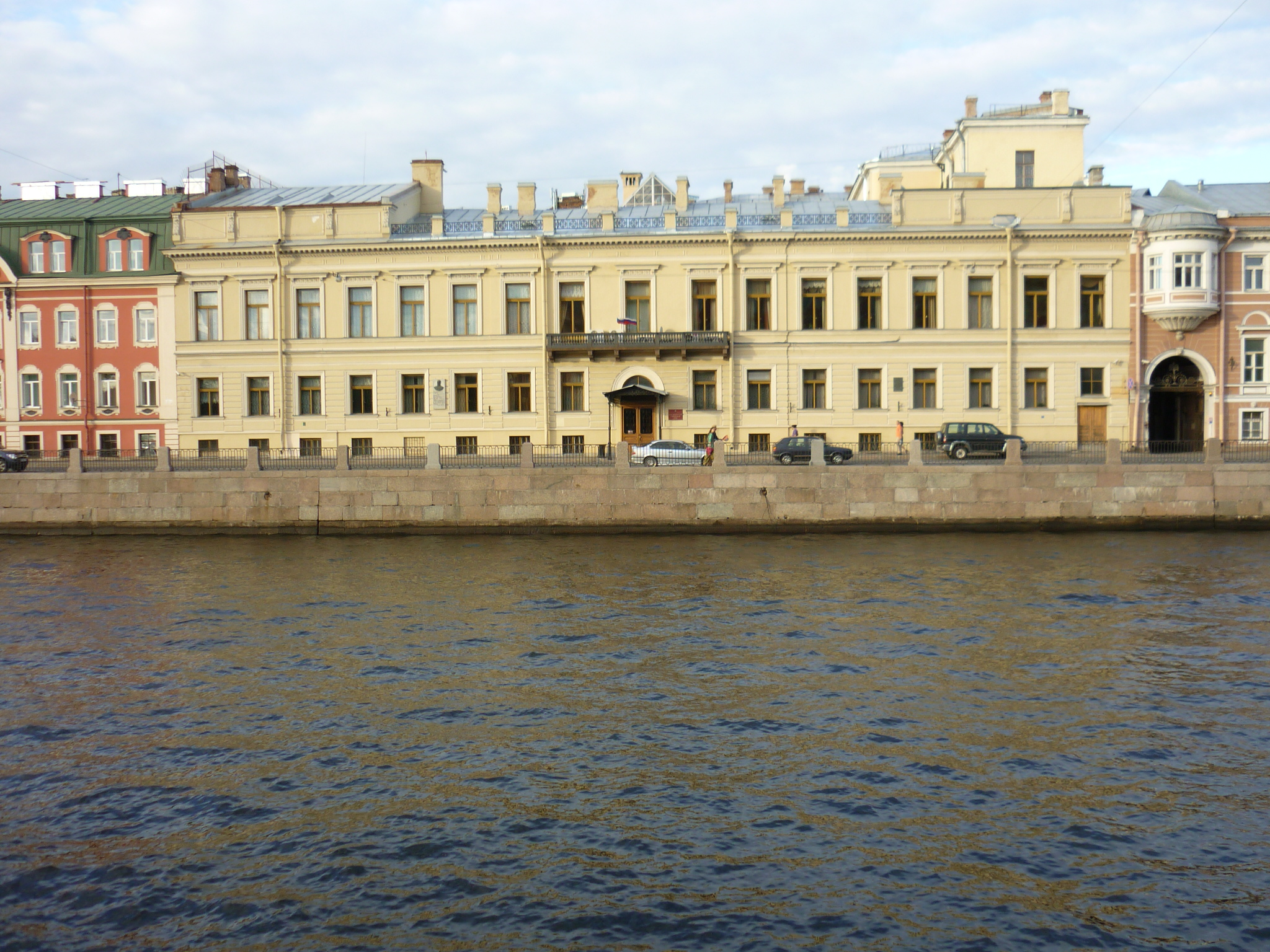
Здание штаба Корпуса жандармов, наб. реки Фонтанки,16 «У Цепного моста»

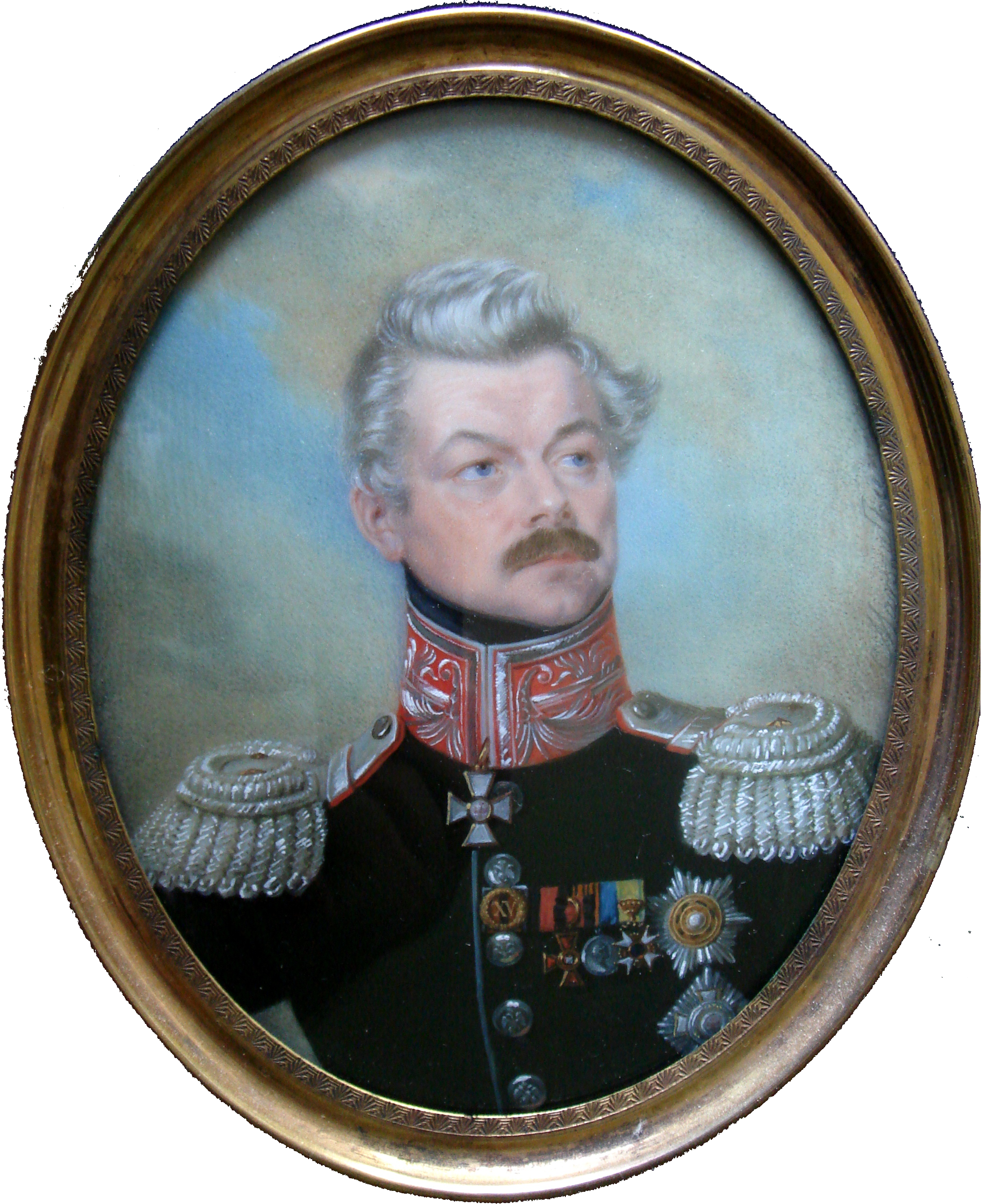
Граф Ф. К. Нессельроде, начальник V жандармского округа

- 27.09.1831 — 07.04.1835 — полковник Дубельт Л. В. (деж. штаб-офицер Корп. жанд.);
  - 07.04.1835 — 01.07.1835 — полковник Дубельт Л. В. (и. д. нач. штаба Корп. жанд.);
- 01.07.1835 — 26.08.1856 — генерал-майор (с 03.04.1838 — свиты Его Величества генерал-майор, с 06.12.1844 — генерал-лейтенант) Дубельт Л. В. (нач. штаба Корп. жанд., с 24.03.1839 — нач. штаба Корп. жанд. и управ. III отд. Собств. Его Велич. канц.);
- 26.08.1856 — 18.04.1861 — Тимашев А. Е. (нач. штаба Корп. жанд. и управ. III отд. Собств. Его Велич. канц.);
- август — декабрь 1861 — граф Шувалов П. А. (нач. штаба Корп. жанд. и управ. III отд. Собств. Его Велич. канц.);
- октябрь 1861 — июль 1864 — Потапов А. Л. (и. д. нач. штаба (с декабря 1861 — нач. штаба) Корп. жанд. и управ. III отд. Собств. Его Велич. канц.);
- июль 1864 — май 1871 — Мезенцов Н. В. (нач. штаба Корп. жанд. и управ. III отд. Собств. Его Велич. канц.);
- декабрь 1871 — март 1882 — Никифораки А. Н. (и. д. нач. штаба (с апреля 1872 — нач. штаба); Корп. жанд. (с 29 января 1875 — нач. штаба Отдельн. корп. жанд.) и управ. III отд. Собств. Его Велич. канц.);
- 26.03.1882 — 26.07.1882 — Козлов А. А. (и. д. нач. штаба Отдельн. корп. жанд.);
- июль 1882 — декабрь 1883 — князь Кантакузен М. А. (нач. штаба Отдельн. корп. жанд.);
- 04.01.1884 — 10.02.1893 — Петров Н. И. (нач. штаба Отдельн. корп. жанд.);
- 05.03.1893 — ноябрь 1896 — Мезенцов С. Н. (нач. штаба Отдельн. корп. жанд.);
- 27.11.1896 — 28.10.1903 — Зуев Д. П. (нач. штаба Отдельн. корп. жанд.);
- 25.01.1905 — 14.10.1907 — Саввич С. С. (нач. штаба Отдельн. корп. жанд.);
- 14.10.1907 — 22.07.1913 — генерал-лейтенант Гершельман Д. К. (нач. штаба Отдельн. корп. жанд.);
  - 20.04.1913[25] — 22.07.1913 — генерал-лейтенант Залесский И. П. (временно и. д. нач. штаба Отдельн. корп. жанд.);
  - 22.07.1913 — 14.08.1913 — полковник Никольский В. П. (временно и. д. нач. штаба Отдельн. корп. жанд.);
- 14.08.1913 — 30.04.1917 — полковник (с 06.05.1915 — генерал-майор) Никольский В. П. (нач. штаба Отдельн. корп. жанд.);
  - 10.09.1915[26] — 30.11.1915 — генерал-майор Правиков Д. А. (временно и. д. нач. штаба Отдельн. корп. жанд.).

## Структура
Отдельный корпус жандармов в 1902 году состоял из:
- Главного управления Отдельного корпуса жандармов в составе: шефа жандармов — министра внутренних дел, командира корпуса — товарища министра внутренних дел, заведующего полицией, и Штаба Отдельного корпуса жандармов;
- губернских жандармских управлений в губерниях Центральной России, Западного края и на Кавказе, дополнительного к ним штата, размещённого по городам и уездам (до 1870 года он именовался наблюдательным составом корпуса), Жандармского управления г. Одессы и Шлиссельбургского жандармского управления;
- Сибирского жандармского округа с окружным управлением, губернскими жандармскими управлениями, дополнительным к ним штатом и жандармского управления г. Тобольска, а с 1839 г. — Омска (с 1902 г. упразднен);
- Варшавского жандармского округа с окружным управлением, губернскими и уездными жандармскими управлениями;
- жандармских полицейских управлений железных дорог с отделениями и «особыми комитетами» при жандармских полицейских управлениях железных дорог по принятию чрезвычайных мер охраны, борьбе с забастовочным движением на железных дорогах;
- городских конных команд, существовавших в некоторых городах;
- Варшавской, Владивостокской, Выборгской, Бендерской, Брест-Литовской, Динабургской, Динаминдской, Ивангородской, Карской, Керченской, Киевской, Ковенской, Кронштадтской, Николаевской-на-Амуре, Михайловской, Новогеоргиевской, Осовецкой, Очаковской и Свеаборгской крепостных жандармских команд;
- Петропавловской-на-Камчатке, Сахалинской, Шлиссельбургской пеших жандармских команд;
- Санкт-Петербургского, Московского и Варшавского жандармских дивизионов.

Штаб Отдельного корпуса жандармов являлся исполнительным органом шефа жандармов и командира Отдельного корпуса жандармов по организации политического розыска, строевой, инспекторской, военно-судебной и хозяйственной частям (руководящим органом Отдельного корпуса жандармов являлось также Главное управление Отдельного корпуса жандармов). Штаб Отдельного корпуса жандармов непосредственно руководил деятельностью жандармских полицейских управлений железных дорог, жандармским надзором на водных путях, в речных и морских портах.

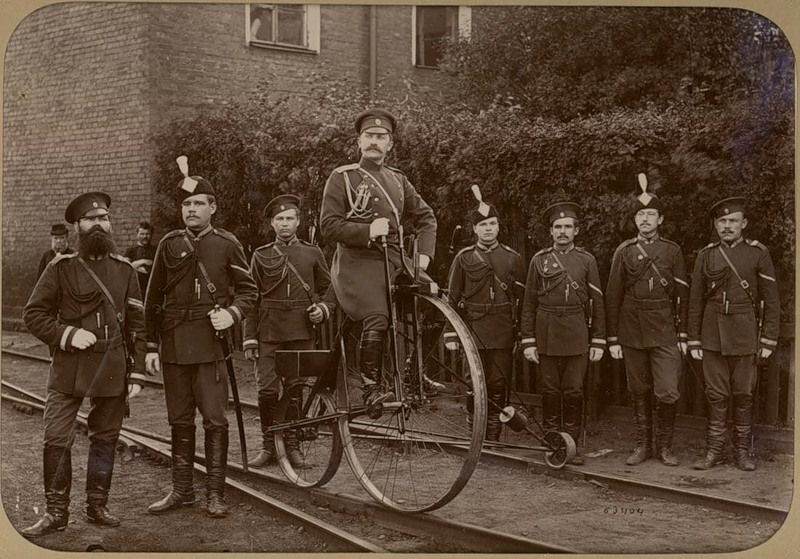
Группа железнодорожных жандармов с офицером на велодрезине (ок. 1890 г.)

В составе Штаба Отдельного корпуса жандармов было шесть отделений, их функции распределялись следующим образом:
- 1-е отделение — личный состав, комплектование частей Отдельного корпуса жандармов (1827—1917 гг.);
- 2-е отделение — учреждение жандармского наблюдения на железных дорогах, руководство и контроль за деятельностью жандармских полицейских управлений железных дорог (до 1893 г.), финансовые и хозяйственные вопросы (до 1868 г.), организация, штатное устройство и дислокация отдельных частей и управлений, пограничных пунктов, инспектирование частей корпуса, контроль за исполнением служебных обязанностей, награждение чинов корпуса (1827—1917 гг.);
- 3-е отделение — расследование должностных преступлений чинов корпуса, предание их суду, назначение полковых судов, переписка по донесениям об оскорблениях служащих корпуса жандармов при исполнении служебных обязанностей (до 1867 г.), руководство и контроль за деятельностью жандармских полицейских управлений железных дорог (с 1893 г.), финансовые и хозяйственные вопросы (1827—1893 гг.);
- 4-е отделение — финансовые и хозяйственные вопросы (1863—1917 гг.);
- 5-е отделение — расследование должностных преступлений служащих корпуса жандармов, предание их суду, назначение полковых судов, переписка по донесениям об оскорблении служащих корпуса жандармов при исполнении служебных обязанностей (1896—1917 гг.), наблюдение за деятельностью жандармских управлений по политическому розыску и производству дознаний (1875—1917 гг.);
- 6-е отделение — наблюдение за деятельностью жандармских управлений по политическому розыску и производству дознаний (1871—1874 гг.).

Помимо этого, в составе Штаба действовало Управление полицейской стражи, занимавшееся вопросами комплектования полиции, обеспечением и инспектированием губернской и уездной полицейской стражи (1906—1917 гг.), а также существовала военно-судная часть корпуса жандармов (1874—1896 гг.).
Из офицеров в чины Отдельного корпуса жандармов (с 1890 г.) принимались только потомственные дворяне, принадлежащие по образованию к первому разряду или окончившие курс юнкерских училищ по первому разряду, прослужившие не менее 6 лет. Кроме того будущие жандармы заканчивали курсы в Санкт-Петербурге и сдавали выпускной экзамен. Дополнительный штат, как и жандармские полицейские управления железных дорог, комплектовался из армейских унтер-офицеров, преимущественно из уволенных в запас и отставку; нижние чины имелись только в дивизионах и назначались на общем основании.
Кроме того, существовали Гвардейский полевой Жандармский эскадрон и армейские полевые жандармские эскадроны, никакого отношения к Корпусу жандармов не имевшие. Они несли военно-полицейскую службу в армии, как в мирное, так и в военное время.

## Обязанности
Столичные жандармские дивизионы и городские конные команды предназначались для выполнения обязанностей полиции:
«а) при приведении в исполнение правительственных распоряжений и приговоров суда в случае надобности; б) при преследовании разбойников и рассеянии законом запрещённых скопищ; в) при усмирении буйств и восстановлении нарушенного порядка; г) при преследовании и поимке лиц с запрещёнными и тайно провозимыми товарами; д) для препровождения важных преступников и арестантов; е) для охранения порядка на парадах войск, народных гуляниях, всякого рода публичных съездах, ярмарках, пожарах и пр.».
Обязанности прочих частей Корпуса жандармов заключались в «обнаружении и исследовании государственных преступлений; в охранении внешнего порядка, благочиния и общественной безопасности в районе железных дорог; в осмотре паспортов в некоторых портах и пограничных местах империи; в надзоре за государственными преступниками, содержащимися в Шлиссельбургской и Карийской тюрьмах».
Первое известие о том, что жандармские чины, в качестве органов III отделения, производили следственные дела, встречается в Высочайшем указе от 24 марта 1831 года, объявленном шефом жандармов Сенату, по случаю медлительности присутственных мест при исполнении требований, предъявленных чинами Корпуса жандармов.
Порядок организации негласной охраны филёрами и чинами охраны Отдельного корпуса жандармов регламентировался циркуляром от 2 июня 1911 года.

## Полномочия и ответственность
С введением судебных уставов судебное преследование по государственным преступлениям было возложено на прокуроров судебных палат, деятельность же жандармских чинов в этой области совершенно не предусматривалась Уставами. Возникшие на практике недоразумения и пререкания между двумя отдельными ведомствами, производившими следствия без предварительного между собой соглашения по одним и тем же делам, привели к изданию правил 19 мая 1871 г., вошедшими (с позднейшими дополнениями) в Устав уголовного судопроизводства издания 1892 г. (ст. 261 1—26113, 4881—4885, 10351—103516). Согласно этим правилам, дознания по государственным преступлениям производятся офицерами корпуса жандармов, за исключением только случая совершения преступления только военнослужащими, и притом в местах исключительного ведения военного или морского начальства или же во время отправления обязанностей службы. При обнаружении злоумышления, не заключающего в себе признаков государственного преступления, жандармские чины ограничиваются сообщением о том местному прокурорскому надзору и общей полиции; но если до прибытия полиции следы преступления могут уничтожиться или подозреваемый скрыться, они обязаны принять соответствующие меры. В особенных случаях лица прокурорского надзора могут, по усмотрению своему, возлагать на жандармских чинов производство дознания и по общим преступлениям; но от такого поручения чины Жандармов могут по уважительным причинам уклониться. Жандармские полицейские управления железных дорог, непосредственно подчиненные начальнику штаба корпуса Ж. (расходы по содержанию их на частных дорогах возмещаются казне железнодорожными обществами), помимо общих обязанностей чинов Корпуса жандармов, во всех отношениях заменяют в районе железных дорог общую полицию; последняя может действовать здесь только по приглашению жандармских чинов или при их отсутствии. К ответственности за неправильные действия и злоупотребления при производстве дознаний жандармские чины могут быть привлечены только непосредственным их начальством; прокурорская власть может только делать об этом сообщения и, в случае недостаточности наложенного дисциплинарного взыскания, представлять министру юстиции, для дальнейшего согласования с министром внутренних дел. Разномыслие между прокурором и начальством виновного по вопросу о предании суду разрешается Сенатом.